# Precis susani
Precis susani är en fjärilsart som beskrevs av Mcleod 1968. Precis susani ingår i släktet Precis och familjen praktfjärilar. Inga underarter finns listade i Catalogue of Life.